# Néôrion

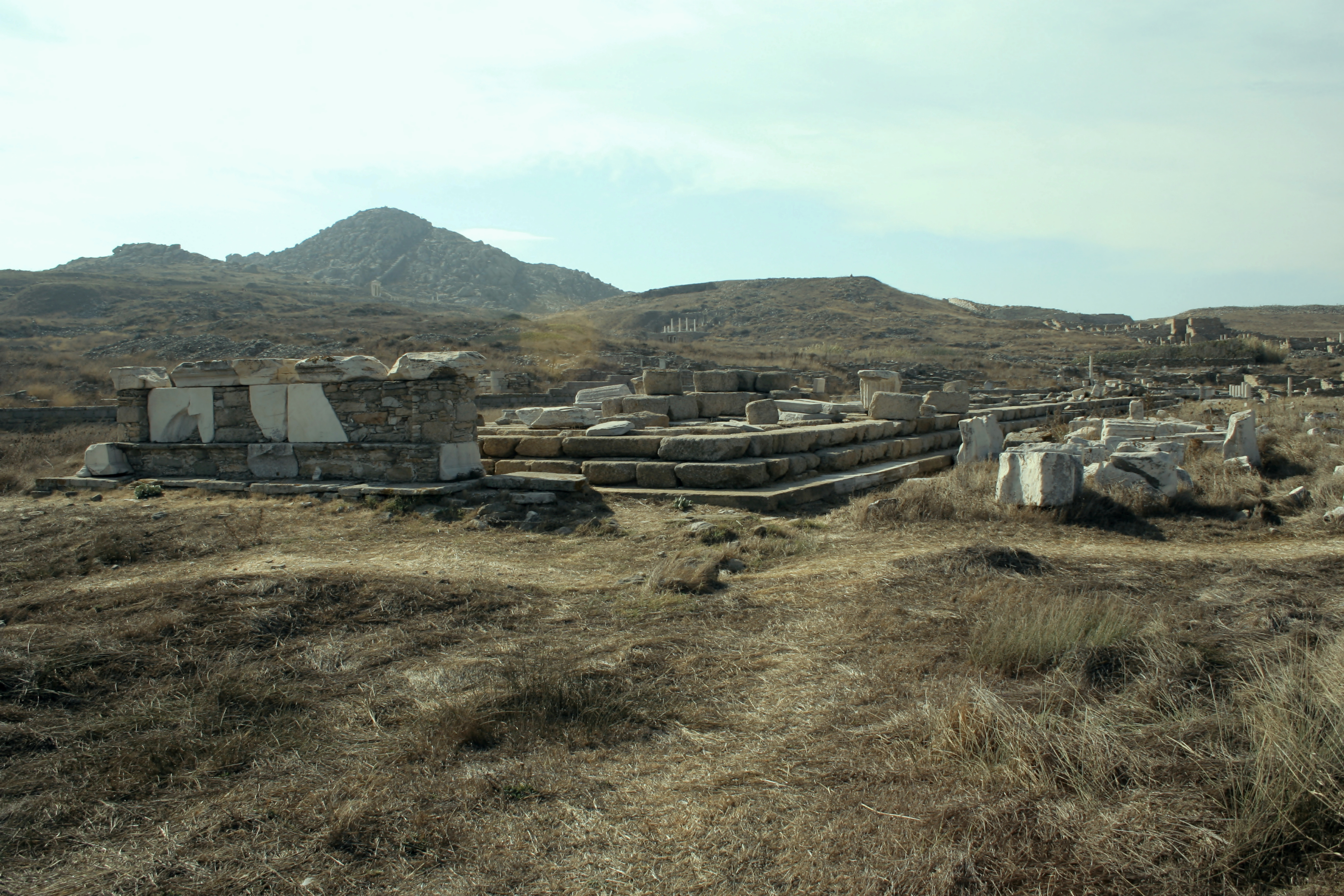
Le néôrion de Délos.

En Grèce antique, le néôrion (en grec ancien, νεώριον / néôrion) est un type de monument commémoratif destiné à célébrer une victoire navale. Il s'agit d'une longue galerie dans laquelle est exposé un navire (comme l'indique l'étymologie de néôrion) pris à l'ennemi lors d'une bataille.

## Exemples de néôrion
- Au sanctuaire des Grands Dieux de Samothrace.
- Au sanctuaire d'Apollon à Délos, un néôrion contenait un navire souvent identifié avec le navire amiral d'Antigone II Gonatas offert par celui-ci pour célébrer sa victoire de Cos contre une coalition grecque au milieu du IIIe siècle av. J.-C.